# Cambarus acanthura
Cambarus acanthura är en kräftdjursart som beskrevs av Hobbs 1981. Cambarus acanthura ingår i släktet Cambarus och familjen Cambaridae. IUCN kategoriserar arten globalt som livskraftig. Inga underarter finns listade i Catalogue of Life.